# Oxyrhynchaxius
Oxyrhynchaxius is een geslacht van kreeftachtigen uit de klasse van de Malacostraca (hogere kreeftachtigen).

## Soorten
- Oxyrhynchaxius japonicus Parisi, 1917
- Oxyrhynchaxius manningi Lin, Kensley & Chan, 2000
- Oxyrhynchaxius tricarinatus Lin, 2006